# Tim Curran
Pour les articles homonymes, voir Curran.
Tim Curran fut un surfeur professionnel américain né le 14 août 1977 à Newport Beach. Il est un musicien et fondateur de la Surfrider Foundation.